# 육조 (나라)
육조(六詔)는 당대(唐代)에 얼하이호에 난립해 있던 6여 개의 국가 또는 부족을 의미한다. 이들은 각각 몽수(蒙嶲), 월석(越析), 시랑(施浪), 등섬(邆賧), 낭궁(浪穹), 몽사(蒙舍) 등의 부족연맹이었다. 육조의 조(詔)는 부(部) 혹은 장(長)의 의미를 가지고 있다. 육조는 738년, 몽사조(蒙舍詔)의 피로코에 의해 하나로 통합되었다.

## 육조의 역대 왕

### 몽휴조(蒙雟詔)
1. 휴보수(雟辅首)
2. 겁양조(怯陽照)
3. 조원(照原)
4. 원라(原羅)

### 낭궁조(浪穹詔)
1. 풍시(豊時)
2. 라탁(羅鐸)
3. 탁라망(鐸羅望)
4. 망편(望偏)
5. 편라사(偏羅俟)
6. 사라군(俟羅君)

### 등탐조(邆賧詔)
1. 풍미(豊咩)
2. 미라피(咩羅皮)
3. 피라등(皮羅邆)
4. 등라전(邆羅顚)
5. 전지탁(顚之託)

### 월석조(越析詔)
1. 파형(波衡)
2. 우증(于贈)

### 시랑조(施浪詔)
1. 시망흠(施望欠)
2. 시망천(施望千)
3. 천방라전(千旁羅顚)

## 연관문서
- 남조국(南詔國)